# Tommaso Zorzi
Tommaso Maria Zorzi (Milán, 2 de abril de 1995) es un presentador de televisión, escritor, personalidad de televisión y columnista italiano.

## Biografía
Tommaso Zorzi nació el 2 de abril de 1995 en Milán (Italia), de madre Armanda Frasinetti y padre Lorenzo Zorzi y tiene una hermana llamada Gaia.

## Carrera
Tommaso Zorzi en 2016 lanzó FashTime, una aplicación social dedicada a la moda y más tarde AristoPop, una línea de bolsos y accesorios para hombres. En el mismo año aterriza en la televisión gracias al docu-reality Riccanza, emitido por MTV, participando en todas las ediciones del programa y en el spin-off #Riccanza Deluxe. En 2018 participó como concursante en la segunda edición de Dance Dance Dance en Fox, y en la séptima edición de Pechino Express.
En 2020 lidera Adoro!, el pre-show de La pupa e il secchione e viceversa junto a Giulia Salemi, retransmitido en Mediaset Play antes de cada capítulo del reality. En el mismo año publicó su primera novela Siamo tutti bravi con i fidanzati degli altri, editada por Mondadori. Entre 2020 y 2021 participó en la quinta edición de Grande Fratello VIP, de la que salió ganador del premio mayor de 100.000€, que sin embargo donó íntegramente a la caridad.
También en 2021, es comentarista de la decimoquinta edición del reality show L'isola dei fame, en Canale 5. Además, se le asigna la conducción de Il Punto Z, un programa web dedicado a la televisión de realidad. Desde marzo de 2021 es invitado habitual del Maurizio Costanzo Show y desde mayo del mismo año aparece en la radio en la tira diaria Supongamos que… de R101 junto a Maurizio Costanzo y Carlotta Quadri. En el mismo año, Zorzi lanzó al mercado la línea de juguetes sexuales Tommyland, en colaboración con MySecretCase.
En junio de 2021 fue elegido como juez, junto a la actriz, presentadora y escritora Chiara Francini y la drag queen Priscilla (nombre artístico de Mariano Gallo), para el programa de televisión Drag Race Italia, la versión italiana de RuPaul's Drag Race. El reality show se emitió en la plataforma de streaming Discovery+ a finales de 2021 y posteriormente en estreno televisivo absoluto en Real Time, a partir del 9 de enero de 2022. Además, está asignado para presentar la serie de telerrealidad After the Race, donde entrevista a los concursantes eliminados.
En abril de 2022, la BBC lo anunció como presentador de dos nuevos programas, Questa è Casa Mia y Tailor Made - Chi ha la stoffa?, emitidos respectivamente en mayo de 2022 en Real Time, y desde junio de 2022 en Discovery+ y luego en abierto a partir del 14 de septiembre de 2022 en tiempo real.

## Programas de televisión
- #Riccanza (MTV, 2016-2019)
- TIM MTV Awards (MTV, 2017)
- Dance Dance Dance (Fox, 2018) concursante
- Pechino Express (Rai 2, 2018) concursante
- MTV Presents Madonna Live & Exclusive (MTV, 2019)
- Grande Fratello VIP 5 (Canale 5, 2020-2021) concursante, ganador
- GFVIP Late Show (Mediaset Extra, 2021)
- L'isola dei famosi 15 (Canale 5, 2021) columnista
- Maurizio Costanzo Show (Canale 5, 2021) invitado habitual
- Drag Race Italia (Real Time, 2021-2022)
- After the Race (Real Time, 2021-2022)
- Questa è casa mia! (Real Time, 2022)
- Tailor Made - Chi ha la stoffa? (Real Time, 2022)
- Boomerissima (Rai 2, 2023) concursante

### Web TV
- Adoro! (Mediaset Play, 2020)
- Il Punto Z (Mediaset Play, 2021)

## Radio
- Facciamo finta che... (R101, 2021-2023) invitado habitual

## Filmografía

### Videoclips
- Dress Code de Il Pagante (2018) – cameo

## Obras
- Zorzi, Tommaso (2020).  Mondadori, ed. Siamo tutti bravi con i fidanzati degli altri. ISBN 9788804722649.
- Zorzi, Tommaso (2022).  Mondadori, ed. Parole per noi due. ISBN 8804750154.

## Premios y reconocimientos
- 2021: Categoría TV Talk Awards Personaje innovador del año[8][9]
- 2022: Categoría Premios Magna Grecia Mejor debutante[10]